# Werner Büdeler
Werner Büdeler (* 20. Mai 1928 in Berlin; † 15. Juni 2004 in Überlingen am Bodensee) war ein deutscher Fachjournalist und Sachbuchautor, sowie Vorstandsmitglied der Deutschen Gesellschaft für Luft- und Raumfahrt.

## Leben
Büdeler lebte in Thalham in der Nähe Münchens, verbrachte jedoch einen Großteil seiner Zeit in den USA. Er schrieb zu vielen Themen aus Naturwissenschaft und Technik, sein Schwerpunkt lag aber auf Astronomie und insbesondere Raumfahrt. Er betätigte sich aber nicht nur als Autor, sondern war auch jahrelang Herausgeber der Zeitschrift „Weltraumfahrt/Raketentechnik“ und gestaltete zahlreiche Fernsehsendungen. So war er zum Beispiel während der Apollo- und Skylab-Flüge als Reporter der ARD in Cape Canaveral und Houston.
1970 wurde ihm für seine Verdienste um die Raumfahrtjournalistik die Jules-Verne-Medaille verliehen.

## Werke (Auswahl)
- Astronomie in Zahlen. Mitteldeutsche Druckerei und Verlagsanstalt, Halle (Saale) 1948.
- Der Sternenlauf 1950 (Hrsg.). W. Schütz, München 1950.
- Teleskope, Raketen, Gestirne. Verlag Paul Müller, München 1953.
- Das Atom – Energiequelle der Zukunft. Müller u. Kiepenheuer Verlag, Bergen/Obb 1954.
- Flug zum Mond. Franz Schneider Verlag, München 1954.
- Projekt Vorhut. Union Deutsche Verlagsgesellschaft Stuttgart, 1956.
- Monde von Menschenhand. Union Verlag, Stuttgart 1962.
- Den Sternen auf der Spur. C. Bertelsmann Verlag, Gütersloh 1963.
- Vorstoß ins Unbekannte – Das große Abenteuer der Forschung. Ehrenwirth Verlag, München 1963.
- Weltraumfahrt – Möglichkeiten und Grenzen. C. Bertelsmann Verlag, Gütersloh 1965.
- Kampf um den Weltraum. Sammelalbum. Heinerle Hugo Hein KG 1967
- Aufbruch in den Weltraum. Ehrenwirth Verlag, München 1968.
- Projekt Apollo – Das Abenteuer der Mondlandung. Bertelsmann, 1969. (Platz 1 der Spiegel-Bestsellerliste vom 15. bis zum 21. September und vom 6. bis zum 26. Oktober 1969)
- Skylab. Econ-Verlag, Düsseldorf, Wien 1973, ISBN 3-430-11592-2.
- Raumfahrt in Deutschland. Econ Verlag, Düsseldorf 1976, ISBN 3-548-03444-6.
- Spacelab – Europas Labor im Weltraum. Goldmann, München 1976, ISBN 3-442-30314-1.
- Blick ins Weltall. Mosaik Verlag, München 1978
- Geschichte der Raumfahrt. Stürtz, Würzburg 1979, ISBN 3-893-93194-5.
- Faszinierendes Weltall. Deutsche Verlags-Anstalt, Stuttgart 1981, ISBN 3-421-02715-3.